# Burg Möckmühl
Die Burg Möckmühl, auch Götzenburg genannt, ist eine hochmittelalterliche Höhenburg in Möckmühl im Landkreis Heilbronn in Baden-Württemberg.

## Lage
Die württembergische Burg Möckmühl beschirmte einst den Schnittpunkt mehrerer Zoll- und Geleitstraßen an der Einmündung der Seckach in die Jagst. 
Der wichtigste dieser Wege führte von Würzburg nach Wimpfen und war bereits den Römern zur Verteidigung des Limes von Bedeutung.

## Geschichte
Von wem die Burg angelegt wurde, ist unbekannt. Wahrscheinlich waren es die edelfreien Herren von Dürn, jedenfalls nicht die bereits um 1150 auftretenden und früh ausgestorbenen Herren von Möckmühl. 1258, nach dem Tode Konrads von Dürn, gelangte die kurz zuvor (1251) erstmals erwähnte Burg an dessen Witwe Mechtild, letzte Gräfin von Lauffen, der die Burg Möckmühl 18 Jahre lang als Sitz und Leibgedinge diente.
Durch die Hochzeit von Mechtilds Enkel, Graf Poppo von Dürn, mit Agnes von Hohenlohe, ging der Besitz von Möckmühl 1287 an die Familie seiner Frau, denen von Hohenlohe. Dort verblieb sie bis 1445. 

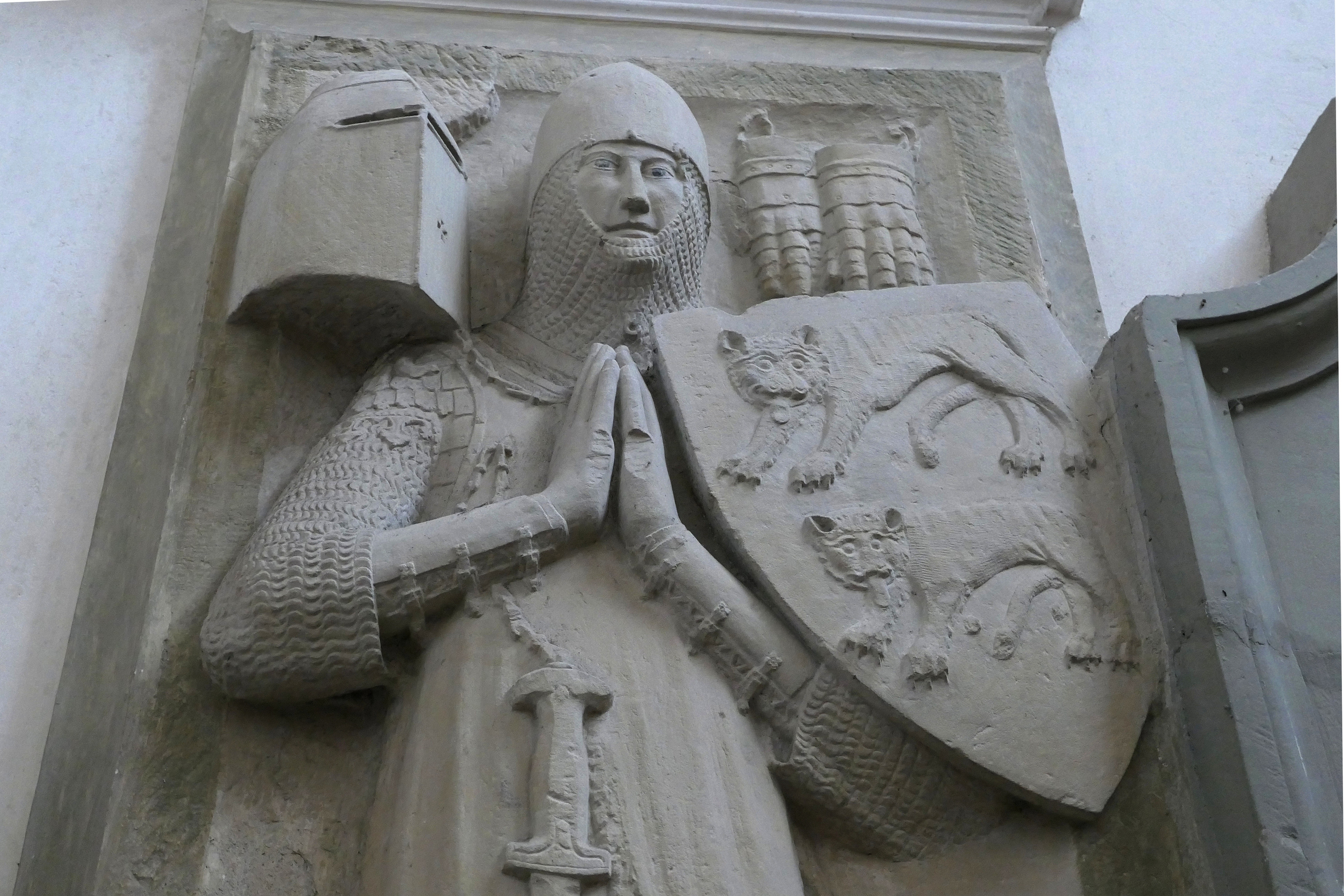
Albrecht von Hohenlohe-Möckmühl (um 1268–1338), Epitaph im Kloster Schöntal

Der Burgherr Albrecht von Hohenlohe († 1338), auch genannt Albrecht von Schelklingen zu Muecksmühl, oder Albrecht  von Hohenlohe genannt Schelingen, tötete den Sohn des Bayernherzogs Ludwig 1290 im Turnier, was er durch große Stiftungen an Kirchen und Klöster zu sühnen suchte. Die Hohenlohe gründeten 1379 vor dem Burgtor ein Chorherrenstift, dessen Kirche beim Franzoseneinfall 1642 zerstört wurde.

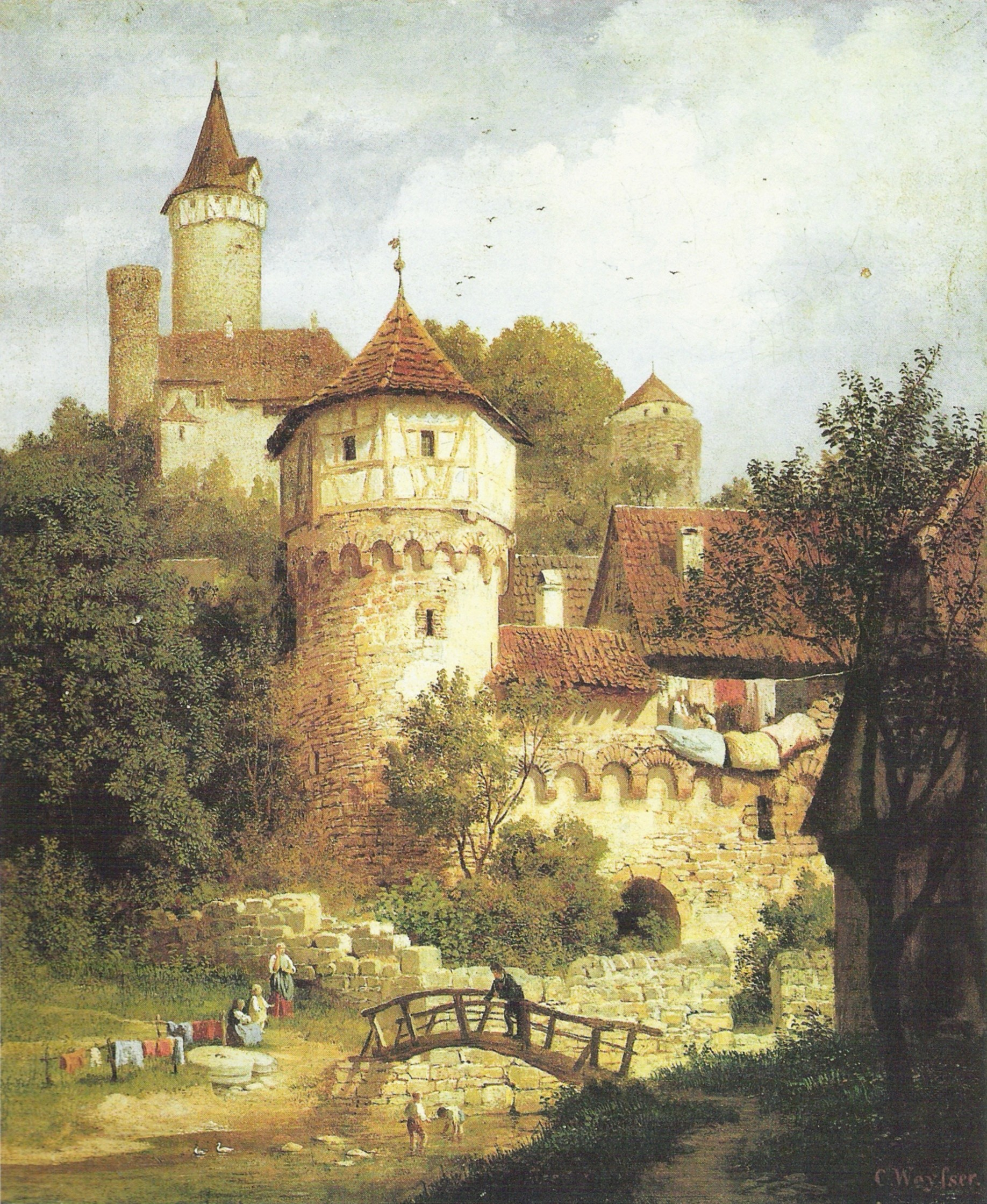
Burg Möckmühl um 1870, Ölgemälde von Karl Weysser

1445 an Kurpfalz gelangt, wurde Möckmühl 1451 Erbteil der Witwe des Kurfürsten Ludwig, die 1453 Graf Ulrich den Vielgeliebten von Württemberg heiratete, wodurch Burg und Stadt an das Haus Württemberg fielen, was nicht ohne harte Konflikte abging. 1519 verteidigte Götz von Berlichingen Burg Möckmühl als Vogt Herzog Ulrichs von Württemberg gegen den Schwäbischen Bund und geriet bei einem Ausfall in Gefangenschaft, worüber seine Aufzeichnungen berichten. Er soll hier die Aufforderung, sich zu ergeben, mit den bekannten Worten „Er kahn mich hinden lekhen!“ erwidert haben.

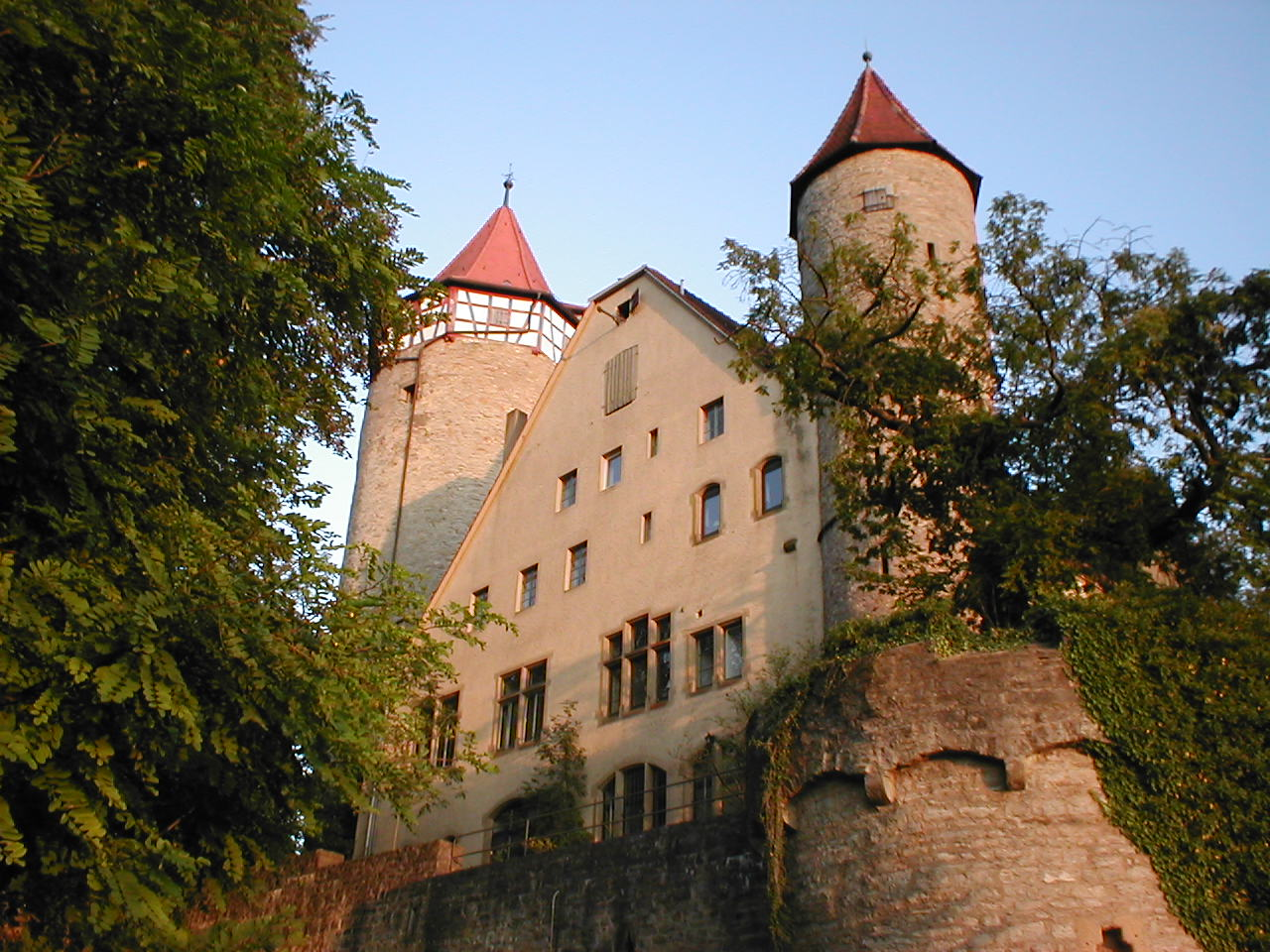
Rückwärtige Ansicht

1781 erfolgte der Abbruch der Schlossgebäude und 1829 der Ankauf durch die Stadt, von der Gustav Hermann von Alvensleben (1827–1905), Kommandierender General des XIII. Armeekorps, die „Götzenburg“ 1902 erwarb. Von ihm ausgebaut, überragt das Schloss mit dem heute hochgezogenen Giebel und seinem Bergfried die Stadt und ist schon von weitem sichtbar.
Der durch den Artilleriebeschuss von 1945 stark beschädigte Bau wurde durch Achaz von Alvensleben (1888–1976) wiederhergestellt. In den Nachkriegsjahren lebte der Schriftsteller Paul Brock zeitweilig in der Burg. 
Die Burg blieb noch bis 1996 im Besitz der Familie von Alvensleben und ist bis in die Gegenwart in Privatbesitz. 
Ab 2011 wurde die Burg zum Ashram der Gruppe Sri Chaitanya Saraswat Math, die der Hare-Krishna-Bewegung angehört, umgebaut.
2017 verkaufte ein Immobilienmakler die Burg an einen ehemaligen Investmentbanker, der die Burg mit seiner Familie bewohnen will; der Hare-Krishna-Gruppe war Möckmühl nicht international genug.

## Anlage

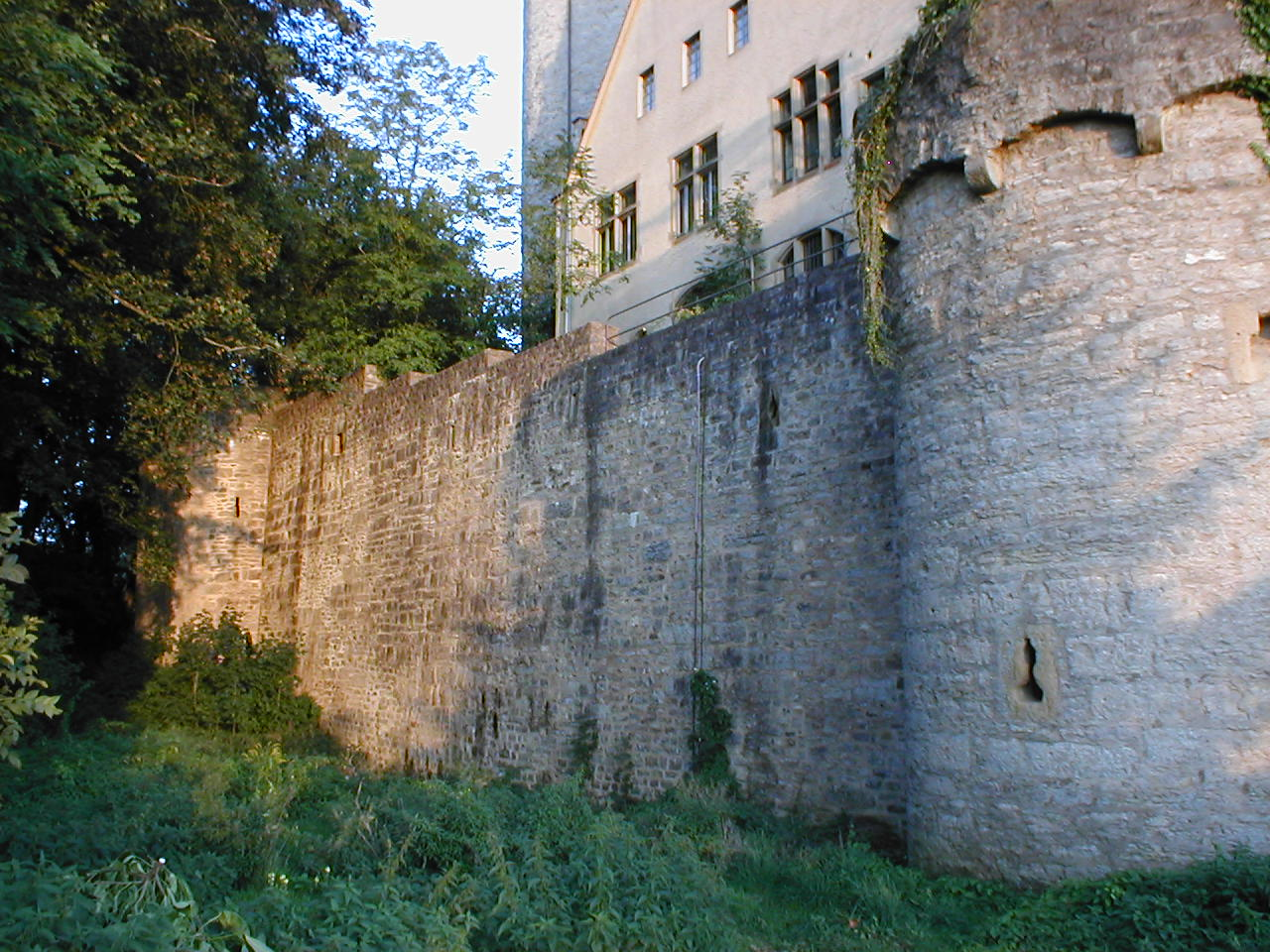
Ringmauer mit Wehrtürmen

Im Fünfeck erbaut, erhebt sich die Burg, in die Stadtbefestigung durch Schenkelmauern einbezogen, mit Eckbastionen auf schmalem Felsrücken. Ältester Teil ist der runde Bergfried, heute „Götzenturm“ genannt. Seine romanische Einsteigluke befindet sich in einer Höhe von dreizehn Metern. Auch der Nordwest-Turm ist alt. Die einstige Schildmauer im Osten existiert nicht mehr. 
Um das Schlossgebäude und beide Türme legt sich die erhaltene Ringmauer der Burg. Eine Bogenbrücke führt in den Innenhof. Durch Stiche von Matthäus Merian und D. Meissner ist der ursprüngliche Zustand überliefert.

## Kultur
Baukunst und Minnedichtung blühten im Umkreis von Konrad und Mechtild von Dürn. Romanische Reste der Wildenburg bei Amorbach gehen auf sie zurück. Die Minnesänger Gottfried von Hohenlohe und Konrad von Brauneck waren Verwandte des Hauses. Wolfram von Eschenbach stand den Dürns nahe. Bei ihnen schuf er einen Teil seines „Parzival“.
Albrecht Pilgrim von Buchheim, Ministerialer und Mechtilds Lehnsmann, ist 1274 bis 1282 in ihrem Gefolge nachzuweisen; er wurde von manchen Forschern mit dem Minnesänger von Buchein gleichgesetzt, dem mutmaßlichen Verfasser von fünf Liedern der Manessischen Handschrift.